# الباسق (إب)

تعديل مصدري - تعديل

الباسق محلة تابعة لقرية الجاح، التابعة لعزلة ميتم بمديرية إب إحدى مديريات محافظة إب في الجمهورية اليمنية.، بلغ تعداد سكانها 120 حسب تعداد اليمن لعام 2004.